# Камполунго (Витербо)
Камполунго је насеље у Италији у округу Витербо, региону Лацио.
Према процени из 2011. у насељу је живело 83 становника. Насеље се налази на надморској висини од 397 м.